# バーゼルの和約 (1795年)

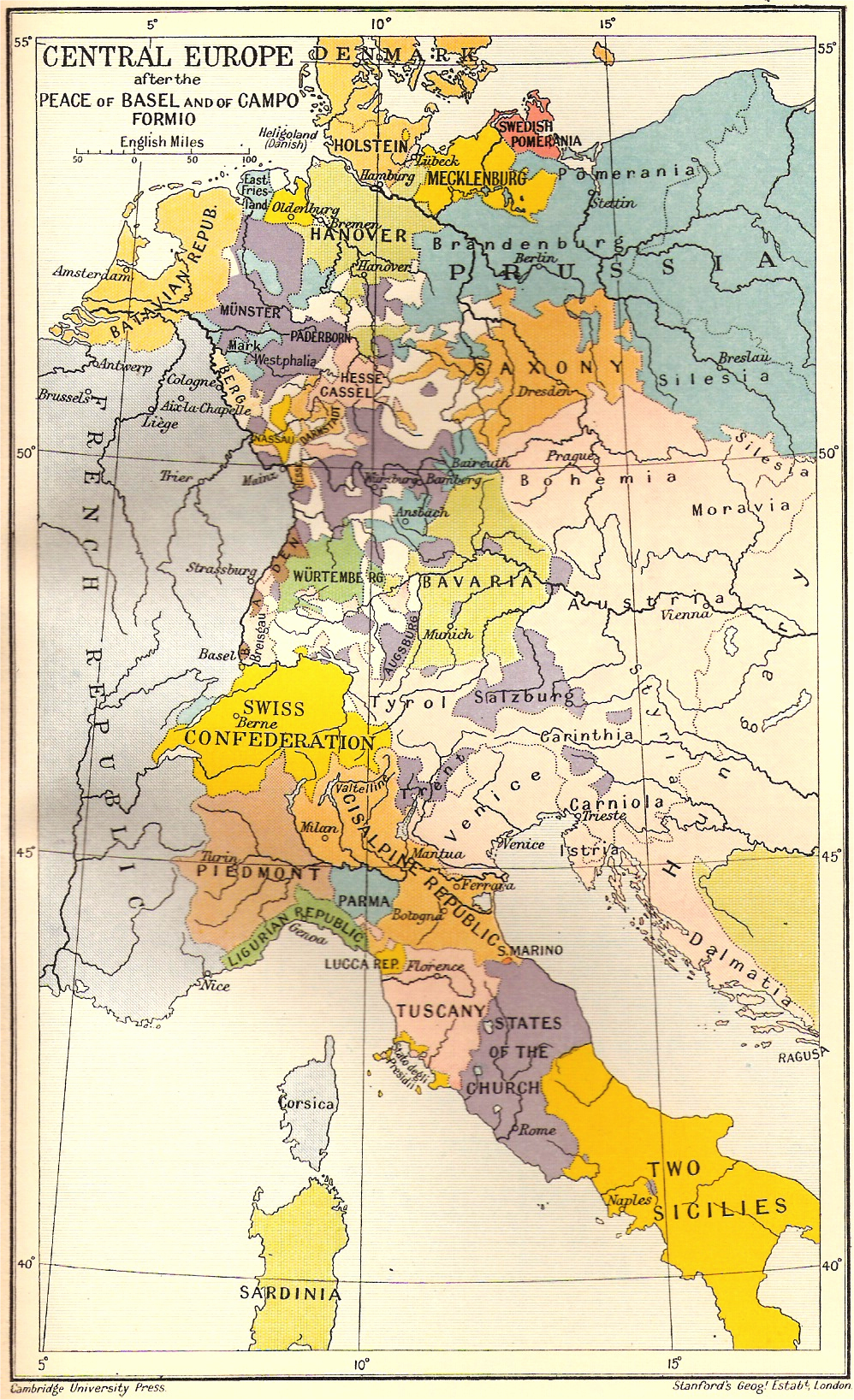
バーゼルの和約およびカンポ・フォルミオの和約後のヨーロッパ

バーゼルの和約（バーゼルのわやく）とは、1795年4月5日にプロイセン王国が、7月22日にスペイン王国が、8月28日にヘッセン＝カッセル方伯がフランス共和国との間に締結した、フランス革命戦争の講和条約である。フランスとスペインとの講和条約は第二次バーゼルの和約とも呼ばれる。

## 経緯

### 戦争
フランス革命への干渉を目的として、プロイセンは1792年に、スペインは1793年にフランス革命政府への宣戦布告を行った。
戦況は当初第一次対仏大同盟側の有利に進んだが、フランスは国家総動員体制の整備などによって反撃に転じ、逆に両国の領土内へ攻め入る勢いを見せた。

### 講和
1795年に至ってプロイセンは戦争の継続を断念し、フランス革命政府との講和を決めた。
講和はバーゼルで行われ、フランスからはスイス公使のフランソワ・ド・バルテルミー、プロイセンからはゴルツ、カール・アウグスト・フォン・ハルデンベルクが交渉にあたった。

### 内容
講和によってプロイセンはフランスのラインラント併合を認め、引き換えにライン川以東のフランス軍占領地域はプロイセンへ返還された。
同年、スペインもフランスと和平し、占領地域の回復と引き換えに革命政府の承認とサントドミンゴの割譲を認めた。